# Twilight (album The Night Watch)
Twilight – pierwszy album zespołu The Night Watch (później The Watch) wydany w 1997 roku. Producentem albumu jest Simone Stucchi.

## Lista utworów
1. My Ivory Soul - 8:40
2. The Theme - 1:31
3. The Fisherman - 8:42
4. Tomorrow Happened - 9:45
5. The Black Cage - 8:38
6. A Game With Shifting Mirrors - 8:02
7. Flower Of Innocence - 3:47

## Muzycy[2]
- Simone Rossetti - wokalista
- Franceso Zago - gitara
- Giovanni Alessi - instrumenty klawiszowe
- Antonio Mauri - gitara basowa
- Diego Donadio - perkusja